# Карламан (станция)
Карлама́н — железнодорожная станция Башкирского отделения Куйбышевской железной дороги в деревне Улукулево в Кармаскалинском районе Республики Башкортостан. Станция является узловой на линиях Уфа — Дёма — Карламан — Стерлитамак — Мурапталово — Оренбург и Уфа — Дёма — Карламан — Инзер — Белорецк — Магнитогорск. Участок от Дёмы до Карламана является двухпутным и электрифицирован постоянным током 3 кВ. Участок на Инзер является однопутным и электрифицирован постоянным током 3 кВ, участок на Стерлитамак является однопутным и не электрифицирован. Своё наименование станция получила из-за расположения недалеко от р. Карламан.

## Расположение и инфраструктура
Железнодорожная станция расположена в деревне Улукулево Карламанского сельсовета Кармаскалинского района республики Башкортостан. С обеих сторон к станции имеется автодорожный подъезд: с северной стороны — по улице Фрунзе, с южной — по улице 60 лет Октября. Через пути перекинут надземный пешеходный переход..
Станция является узловой, имеет 5 путей. Также имеется две низких пассажирских платформы. На примыкающей к зданию вокзала платформе есть продуктовый магазин. Станция располагает одноэтажным зданием вокзала, внутри имеется небольшой зал ожидания, а также билетная касса. Коммерческие операции, выполняемые по станции: прием и выдача повагонных отправок грузов, допускаемых к хранению на открытых площадках станций; прием и выдача грузов повагонными и мелкими отправками, загружаемых целыми вагонами, только на подъездных путях и местах необщего пользования; продажа билетов на все пассажирские поезда. Прием и выдача багажа не производятся.

## Дальнее сообщение
По состоянию на ноябрь 2021 года через станцию Карламан курсируют поезд дальнего следования формирования ФПК № 675/676 Уфа — Сибай (через день, с поездом также через день курсируют ВБС Москва-Казанская — Магнитогорск).
Поезда № 345/346 Адлер-Нижневартовск-Адлер формирования ФПК и поезда № 193/194 Магнитогорск-Москва формирования "Гранд-Экспресс", проходящие станцию Карламан, остановки на ней не имеют.
Время движения поездов дальнего следования от/до Уфы составляет около 1 часа 5 минут.
Движение пассажирских поездов 381/382 сообщением Уфа-Ташкент и 371/372 сообщением Уфа-Андижан отменено в марте 2020 года решением Узбекских железных дорог в связи с угрозой распространения коронавируса. По настоящее время курсирование поездов не возобновлено.

### Круглогодичное движение поездов
| № поезда | Маршрут движения | № поезда | Маршрут движения |
| -------- | ---------------- | -------- | ---------------- |
| 381      | Уфа — Ташкент    | 382      | Ташкент — Уфа    |
| 675      | Уфа — Сибай      | 676      | Сибай — Уфа      |

### Сезонное движение поездов
| № поезда | Маршрут движения | № поезда | Маршрут движения |
| -------- | ---------------- | -------- | ---------------- |
| 371      | Уфа — Андижан    | 372      | Андижан — Уфа    |

В прошлом объём движения поездов дальнего следовании по станции Карламан был значительно больше. Через станцию курсировали следующие поезда:
| Поезд | Сообщение                  | Дни курсирования     |
| ----- | -------------------------- | -------------------- |
| -     | Кумертау — Учалы           | С 2007 года отменён  |
| -     | Учалы — Кумертау           | С 2007 года отменён  |
| -     | Уфа — Оренбург             | С 2010 года отменён  |
| -     | Оренбург — Уфа             | С 2010 года отменён  |
| -     | Кумертау — Москва          | С 24.05.2012 отменён |
| -     | Москва — Кумертау          | С 24.05.2012 отменён |
| -     | Кумертау — Санкт-Петербург | С 10.2011 отменён    |
| -     | Кумертау-Нижневартовск     | С 24.05.2012 отменён |
| -     | Кумертау — Новый Уренгой   | С 24.05.2012 отменён |
| 610Й  | Ульяновск — Ташкент        | С 2016 года отменён  |
| 381Ь  | Ташкент — Ульяновск        | С 2016 года отменён  |

## Пригородное сообщение
Станция Карламан является конечной для части пригородных поездов. Также станция является узловой для пригородных поездов трёх направлений: уфимского, инзерского и южного, часть поездов разных направлений имеют по станции согласованную пересадку. По состоянию на ноябрь 2021 года пригородное сообщение осуществляется электропоездами ЭД4М, а также рельсовыми автобусами РА1, РА2 и РА3 по следующим направлениям:
- Уфа — Инзер (ежедневно, 2 пары электропоездов, часть из них следует дальше станции Уфа от/до станции Шакша)
- Стерлитамак — Карламан (ежедневно, 1 поезд сообщением Стерлитамак-Карламан и 2 поезда сообщением Карламан-Стерлитамак)
- Стерлитамак — Уфа (ежедневно, 1 пара поездов)
- Приуралье — Уфа — Улу-Теляк (ежедневно, 1 утренний электропоезд, обратного поезда сообщением Улу-Теляк — Приуралье нет)
- Уфа — Кумертау (ежедневно, 1 пара скорых пригородных поездов)
- Уфа — Оренбург (ежедневно, 1 пара скорых пригородных поездов)
- Уфа — Айгир (по выходным дням, 1 пара поездов)

3 апреля 2021 года было запущено ежедневное движение скорого пригородного поезда РА3 "Орлан" по маршруту Кумертау-Уфа (с остановками в Мелеузе, Салавате, Стерлитамаке, Карламане (остановка только при следовании из Уфы) и Дёме). Полное время в пути составляет около 4 часов, участок Уфа-Карламан поезд проезжает за 58 минут, что является самым быстрым рельсовым транспортом на данном маршруте. Расписание составлено с учётом утреннего прибытия в Уфу и вечернего отправления из столицы Башкортостана. 12 июня 2021 года была назначена вторая пара скорых "Орланов" по маршруту Уфа-Кумертау с вечерним прибытием и утренним отправлением из Уфы.
27 сентября 2021 года было открыто регулярное движение скорых пригородных поездов РА3 "Орлан" по межрегиональному маршруту Уфа-Оренбург (с остановками в Дёме, Карламане, Стерлитамаке, Салавате, Мелеузе и Кумертау). Поезд находится в пути около шести часов, участок Уфа-Карламан преодолевает в среднем за 58 минут. Из Уфы скорый поезд отправляется утром, прибывает обратно в столицу Башкортостана вечером. С вводом в график поезда Уфа-Оренбург назначенная 12 июня пара поездов Уфа-Кумертау выведена из графика.
Текущее расписание пригородных поездов по станции Карламан можно посмотреть здесь:
- Расписание пригородных поездов. Яндекс.Расписания.